# Dado Topić
Adolf "Dado" Topić (Nova Gradiška, 1949. szeptember 4.) horvát énekes és gitáros, a Time együttes alapító tagja.
Pályafutása
1970-71-ben a Korni grupa énekese volt. A 2007-es Eurovíziós Dalfesztiválon Horvátországot képviselte volna a Dragonfly együttessel, de nem jutottak be a döntőbe.

## Szólólemezei
- "Neosedlani" (PGP RTB, 5352/53, 1979., dupla)
- "Šaputanje na jastuku" (PGP RTB, 2120410, 1980.)
- "Slađana i Dado" (PGP RTB, 1989. válogatás)
- "Call it love" (Montana 1993. mini CD)
- "Apsolutno sve" (2004.)